# Principauté épiscopale de Toul
Xe siècle – 1552
Entités précédentes :
- Duché de Lorraine

Entités suivantes :
- Royaume de France (Trois-Évêchés)

La principauté épiscopale de Toul est un état du Saint-Empire romain germanique, compris dans le cercle du Haut-Rhin, ayant pour capitale la ville de Toul puis Liverdun. C'est au Xe siècle que naît la principauté épiscopale. Cet état existe pendant presque 500 ans, jusqu'à l'annexion de fait par le royaume de France en 1552.

## Histoire

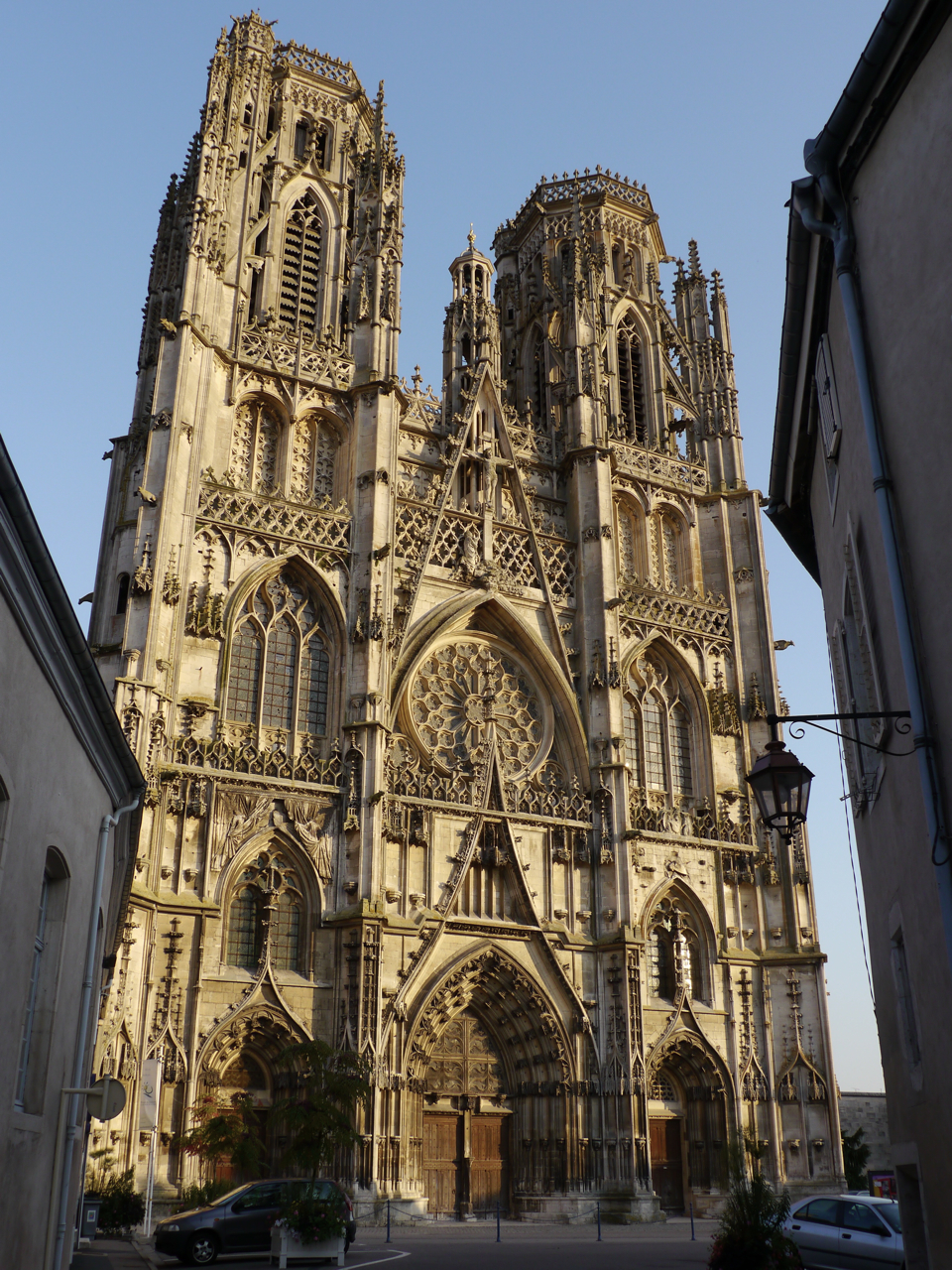
Cathédrale Saint-Étienne de Toul.

Au Xe siècle les évêques de  Toul reçoivent le titre d’évêques-comtes, en sont nommés princes temporels du Saint-Empire, de même que ceux de Metz et Verdun. L'évêché de Toul devient alors un état autonome au sein du Saint Empire.
Le XIIe siècle voit éclore le mouvement communal. Les bourgeois de Toul veulent se soustraire à l'autorité de l’évêque. Ils obtiennent de l’empereur une charte d'après laquelle la cité, devenue libre, relève directement de l’empire.
À partir de 1552, débute un processus de rattachement au royaume de France. Dans sa lutte contre le Saint-Empire, Henri II, roi de France, s'appuie sur les princes protestants allemands et ceux-ci, pour payer l'alliance française, permettent au roi d'occuper les Trois-Évêchés (Metz, Toul et Verdun), ce qui se fait sans difficulté. L'évêché est alors placé sous tutelle française jusqu’à son annexion définitive en 1648 en vertu des traités de Westphalie.